# Trimeresurus sumatranus
Espèce
Synonymes
- Coluber sumatranus Raffles, 1822
- Coluber sumatrensis Raffles, 1822
- Trigonocephalus formosus Müller & Schlegel, 1842
- Bothrops formosus (Müller & Schlegel, 1842)
- Bothrops sumatranus (Raffles, 1822)
- Lachesis sumatranus (Raffles, 1822)
- Trigonocephalus sumatranus (Raffles, 1822)
- Trimeresurus formosus (Müller & Schlegel, 1842)
- Parias sumatranus (Raffles, 1822)

Statut de conservation UICN

 LC  : Préoccupation mineure
Trimeresurus sumatranus est une espèce de serpents de la famille des Viperidae.

## Répartition
Cette espèce se rencontre :
- en Indonésie sur les îles de Bornéo, de Simeulue, de Nias, de Sumatra, de Bangka, de Belitung et dans les îles Mentawai ;
- dans l'ouest de la Malaisie ;
- dans le sud de la Thaïlande ;
- à Singapour.

## Description
C'est un serpent venimeux.

## Publication originale
- Raffles, 1822 : Second Part of the Descriptive Catalogue of a Zoological Collection made in the Island of Sumatra and its vicinity. Transactions of the Linnean Society of London, vol. 13, no 2, p. 277-340 (texte intégral).